# Burrel
Burrel est une ville du centre de l'Albanie, située à 91 km au nord de la capitale Tirana, dans le district de Mat.

## Démographie
La population était de 16 171 habitants en 2007 puis de 10 862 habitants en 2011. Ville de mineurs au siècle dernier, Burrell s'est peu à peu dépeuplée avec l'arrêt progressif de l'activité minière.

## Toponymie
Au XVe siècle, la ville s'appelait Bujril et Burril. Le nom viendrait du mot coude : un endroit situé dans un coude... La ville de Burrel a également été autrefois surnommée la ville des pommes...

## Histoire
Ahmet Zogu (8 octobre 1895 - 9 avril 1961, premier roi des Albanais, qui a régné de 1928 à 1939 sous le titre de Zog Ier, précédemment Premier ministre d'Albanie entre 1922 et 1924 et président de l'Albanie entre 1925 et 1928, est originaire de la ville.
Autrefois, Burrel était désignée comme la « ville des pommes » en raison des pommiers qui bordaient de nombreuses rues de la ville. Cependant, à l'époque du régime communiste et des troubles à la suite du changement de gouvernement, les pommiers ont été abattus pour le profit ou l'usage personnel comme bois de combustion. A cette époque, la ville était également tristement célèbre pour sa prison où les opposants politiques s'entassaient...
Burrel était une ville de mineurs pendant l'époque de l'Albanie communiste, mais les mines des environs ont à présent fermé et la ville s'est peu à peu dépeuplée.